# Tú Sơn, Kiến Thụy
Tú Sơn là một xã thuộc huyện Kiến Thụy, thành phố Hải Phòng, Việt Nam.
Xã Tú Sơn có diện tích 6,95 km², dân số năm 2020 là 12400 người, mật độ dân số đạt 1784 người/km².
Đây là địa phương có dự án Đường cao tốc Ninh Bình – Hải Phòng và cao tốc ven biển đi qua.